# Christa Ebert
Christa Ebert (* 12. Januar 1947 in Beilrode) ist eine deutsche Literaturwissenschaftlerin, Slawistin, Autorin, Herausgeberin, Übersetzerin und emeritierte Professorin für Literaturwissenschaft an der Europa-Universität Viadrina in Frankfurt (Oder).

## Leben
Christa Ebert studierte von 1965 bis 1970 Slawistik und Romanistik an der Humboldt-Universität zu Berlin und der Universität Rostow am Don. Nach dem Studium arbeitete sie als wissenschaftliche Mitarbeiterin an der Akademie der Wissenschaften der DDR. Dort promovierte sie 1977 mit einer Arbeit zu Alexei Nikolajewitsch Tolstoi. Ab 1992 war sie bis zu ihrer Emeritierung im Jahr 2012 Professorin für Literaturwissenschaft an der Europa-Universität in Frankfurt (Oder). Sie ist Autorin, Herausgeberin und Übersetzerin zu Werken und Künstlern der russischen Literatur und Kunst sowie zu Gender Studies in der Literatur. Auch nach ihrer Emeritierung hält sie weiter Vorträge und Laudationen an ihrer früheren Wirkungsstätte.

## Werke (Auswahl)

### Autorin
- Traditionsbeziehungen und Wirklichkeitsbewältigung im frühen Schaffen A. N. Tolstojs. Dissertation, Hochschulschrift der Akademie der Wissenschaften der DDR, Berlin, 1977.
- Klaus Städtke, Ästhetisches Denken in Rußland. Kultursituation und Literaturkritik. Berlin, Weimar 1978. Rezension, in: Weimarer Beiträge. Zeitschrift für Literaturwissenschaft, Ästhetik und Kulturwissenschaften. Jahrgang 25 (1979), Heft 8, S. 186–190.
- Symbolismus in Rußland. Zur Romanprosa Sologubs, Remisows, Belys (= Literatur und Gesellschaft). Herausgegeben von der Akademie der Wissenschaften der DDR, Zentralinstitut für Literaturgeschichte. Akademie-Verlag, Berlin 1988, ISBN 3-05-000635-8.
- Individualitätskonzepte in der russischen Kultur. Aufsatzsammlung, Berlin Verlag Arno Spitz, Berlin 2002, ISBN 978-3-8305-0111-4.
- Sinaida Hippius, seltsame Nähe. Ein Porträt. Oberbaum Verlag, Berlin 2004, ISBN 978-3-933314-80-2.
- Die Seele hat kein Geschlecht. Studien zum Genderdiskurs in der russischen Kultur. Peter Lang Verlag, Frankfurt am Main / Berlin / Bern / Bruxelles / New York / Oxford / Wien 2004, ISBN 978-3-631-52825-9.
- Literatur in Osteuropa. Akademie-Verlag, Berlin 2009, ISBN 978-3-05-004537-5.

- Soziale Dimensionen des Trinkens in Venedikt Erofeevs Roman Moskva – Petuški. In: Russische Küche und kulturelle Identität. Universität Potsdam, Potsdam 2013, S. 415–431.
- Maxim Gorki in Saarow 1922/23. Verlag für Berlin-Brandenburg, Berlin 2019, ISBN 978-3-947215-62-1.

### Herausgeberin
- Jenseits des Meirur. Erzählungen des russischen Symbolismus (= Reclams Universal-Bibliothek, Band 885). Aus dem Russischen. Mit einem Nachwort herausgegeben von Christa Ebert. Reclam-Verlag, Leipzig 1981, ISBN 978-3-379-00674-3 (3. Auflage 1992).
- Gamajun, kündender Vogel. Gedichte des russischen Symbolismus (= Reclam-Bibliothek, Band 1442). Interlinearübersetzung von Eva Wiese u. a., Nachdichtungen von Stefan Döring u. a., hrsg. und mit einem Nachwort versehen von Christa Ebert, Reclam-Verlag, Leipzig 1992, ISBN 978-3-379-01442-7.
- Kulturauffassungen in der literarischen Welt Russlands. Kontinuitäten und Wandlungen im 20. Jahrhundert. Berlin Verlag Arno Spitz, Berlin 1995, ISBN 978-3-87061-459-1.
- mit Brigitte Sändig (Hrsg.): Franzosen und Russen. Linien eines kulturellen Dialogs. Scrîpvaz-Verlag, Schöneiche bei Berlin 2001, ISBN 978-3-931278-38-0.
- mit Małgorzata Trebisz (Hrsg.): Feminismus in Osteuropa? Bilder – Rollen – Aktivitäten. Scrîpvaz-Verlag, Schöneiche bei Berlin 2003, ISBN 978-3-931278-39-7.
- mit Małgorzata Trebisz (Hrsg.): "Nation und Geschlecht" – Wechselspiel der Identitätskonstrukte. Scrîpvaz-Verlag, Schöneiche bei Berlin 2004, ISBN 978-3-931278-43-4.
- mit Brigitte Sändig (Hrsg.): Literatur und soziale Erfahrung am Ausgang des 20. Jahrhunderts. Scrîpvaz-Verlag, Schöneiche bei Berlin 2004, ISBN 978-3-931278-40-3.
- mit Mirosława Czarnecka (Hrsg.): Kulturelle Identitäten im Wandel. Grenzgängertum als literarisches Phänomen. Scrîpvaz-Verlag, Schöneiche bei Berlin  2006, ISBN 978-3-931278-44-1.
- mit Brigitte Sändig (Hrsg.): Ideen und Bilder von Gemeinschaftlichkeit in Ost und West. Peter Lang Verlag, Frankfurt am Main / Berlin / Bern / Bruxelles / New York / Oxford / Wien 2008, ISBN 978-3-631-56894-1.
- mit Miroslawa Czarnecka / Grażyna Barbara Szewczyk (Hrsg.): Der weibliche Blick auf den Orient. Reisebeschreibungen europäischer Frauen im Vergleich. Peter Lang Verlag, Frankfurt am Main / Berlin / Bern / Bruxelles / New York / Oxford / Wien 2011, ISBN 978-3-0351-0162-1.
- Teffy: Champagner aus Teetassen. Meine letzten Tage in Russland. Teffy alias Nadeshda Lochwizkaja, übersetzt aus dem Russischen von Ganna-Maria Braungardt, Aufbau-Verlag, Berlin 2014, ISBN 978-3-351-03412-2.

### Mitwirkende
- Alexej Remisow: Schwestern im Kreuz. Erzählungen und ein Roman. Aus dem Russischen übersetzt von Waltraud Ahrndt und Eckhard Thiele. Mit einem Nachwort von Christa Ebert. Rütten & Loening, Berlin 1982.
- Maxim Gorki: Ein Mensch wird geboren. Frauenerzählungen. Übersetzt aus dem Russischen Irene Müller, mit einem Nachw. von Christa Ebert, Ullstein, Berlin 1991, ISBN 978-3-548-30252-2.
- Sinaida Hippius: Petersburger Tagebücher 1914 - 1919. Übersetzt aus dem Russischen von Bettina Eberspächer und Helmut Ettinger, bearbeitet, mit Anmerkungen, einem kommentierten Namensregister und einem Nachwort bereichert von Christa Ebert, Aufbau-Verlag, Berlin 2014, ISBN 978-3-8477-0358-7.
- Maxim Gorki: Jahrmarkt in Holtwa. Meistererzählungen. Übersetzt aus dem Russischen von Ganna-Maria Braungardt, mit einem Nachwort von Christa Ebert, Aufbau-Verlag, Berlin 2018, ISBN 978-3-351-03708-6.